# T28
T28, он же T95 — американский опытный сверхтяжёлый танк и истребитель танков  (ИТ) периода Второй мировой войны. Этот проект с сентября 1943 года первоначально как танк, позже как САУ калибра 105 мм, но так и не был закончен к концу войны, из-за чего его производство ограничилось двумя прототипами, законченными в декабре 1945 и январе 1946 года. T28/T95 отличался тяжёлым бронированием и огромной массой — около 95 тонн; это второй по массе образец бронетехники, когда-либо воплощённый в металле — после сверхтяжёлого танка «Маус».

## История развития
В сентябре 1943 г. в США была запущена программа разработки ряда тяжёлых боевых машин. Исследования, проведённые департаментом вооружения, показали, что подобные машины могут понадобиться в Европе для преодоления заблаговременно укреплённых оборонительных линий типа немецкого «Западного вала». На танке планировалось использовать новую 105-мм пушку Т5Е1, 200 мм броню и электротрансмиссию, разработанную для тяжёлого танка Т1Е1 и среднего Т23. Пушка Т5Е1 обладала высокой начальной скоростью снаряда и могла эффективно поражать бетонные укрепления.
Шеф департамента вооружения посчитал, что в течение 8-12 месяцев можно выпустить 25 таких танков (обычно столько времени требовалось для изготовления одного опытного образца), что позволило бы им поспеть к вторжению в Европу. Сухопутные Силы с этим не согласились и рекомендовали изготовить только три опытных танка, а электротрансмиссию заменить на механическую. После согласований в марте 1945 г. тыл сухопутных войск заказал пять танков, получивших обозначение Т28. При этом бронирование было усилено до 305 мм, а боевой вес был поднят до 95 т.
По проекту предполагалось создать приземистый, безбашенный танк. При этом 105-мм пушка Т5Е1 монтировалась в лобовом листе с углами наведения по горизонту 10°, и углами склонения +20-5°. Экипаж из четырёх человек должен был включать водителя и наводчика, сидящих спереди слева и справа от пушки соответственно, заряжающего — сзади-слева и командира за наводчиком. Водитель и командир имели в своём распоряжении наблюдательные башенки. Вокруг командирской башенки монтировалась турель под 12,7-мм пулемёт «Браунинг». Его мог использовать только командир, стоя в люке, что позволяло считать пулемёт только вспомогательным вооружением, если не считать личного оружия членов экипажа. Наводчик имел в своём распоряжении телескопический прицел, связанный со стволом пушки, и перископический прицел, установленный на крыше боевого отделения.
Начальник департамента вооружения 7 февраля 1945 г. издал меморандум с предложением сменить наименование с Т28 на «самоходное» Т95, учитывая как раз отсутствие башни и слабое вспомогательное вооружение. Приказом ОСМ 26898 от 8 марта 1945 г. это предложение было одобрено. Учитывая напряжение промышленности, загруженной военными заказами, оказалось трудно найти мощности даже для изготовления пяти машин. Проект согласилась реализовать «Pacific Car and Foundry» или «Paccar», и в мае 1945 года она получила чертежи проекта, описание пушечной установки и пружинной горизонтальной подвески. Сразу началась окончательная доводка проекта. Первая отливка лобовой части корпуса поступила 20 июня, а сварка корпуса была завершена в августе 1945 г.
После окончания войны на Тихом океане количество опытных машин было сокращено в заказе до двух. Первая из них была отгружена на Абердинский полигон 21 декабря 1945 г., а вторая — 10 января 1946 г. Первая машина получила регистрационный номер 40226809 и использовалась для испытаний на Абердине, а вторая — № 40226810 — была переведена в Форт-Нокс, а потом в инженерный институт в Юме, Аризона, для испытания наплавных сапёрных мостов.
Двигательная установка Т95 была практически идентична установленной на танке М26 «Першинг», хотя последний был в два раза легче. Учитывая тяговые характеристики 500-сильного двигателя Форд-GAF, условия управляемости и передаточное число трансмиссии, скорость оказалась не выше 12 км/ч. Реально рекомендовалось двигаться со скоростью не более 10 км/ч при 2600 оборотах двигателя. Большой вес машины заставил особое внимание уделить снижению удельного давления на грунт. Решение этой проблемы было достигнуто установкой двух пар гусениц — по паре на борт. Внешние гусеницы вместе с бортовым 100-мм экраном могли демонтироваться для движения танка по твёрдому грунту. Снятые гусеницы при этом буксировались за самоходкой. Снятие внешних гусениц уменьшало ширину машины с 4,56 м до 3,15 м. В Абердине на испытаниях четыре члена экипажа снимали внешние гусеницы с первой попытки за 4 часа, столько же требовалось для их монтажа. С третьей попытки обе эти операции заняли 2,5 часа.
Тяжело бронированная, с мощным вооружением самоходка Т95 не вписывалась в концепцию бронетанковых вооружений Сухопутных войск США. Так, танки должны были иметь башню, а самоходки — обычно легко бронировались для достижения максимальной мобильности. Т95 не вписывался ни туда, ни туда. В результате в июне 1946 г. название было вновь изменено — машина стала тяжёлым танком Т28. Посчитали, что мощное вооружение и тяжёлое бронирование больше подходит для танка. Тем не менее, Т28 (Т95) продолжал свои испытания на Абердинском полигоне до конца 1947 г. — определялась живучесть деталей и узлов при эксплуатации столь тяжёлой машины. Всего «накрутили на гусеницу» 865 км, включая 205 км по дорогам и 660 км по целине. Надо ли говорить, что на это ушло довольно много времени из-за низкой скорости движения и небольшого интереса к программе испытаний танка. Работы были остановлены в связи с решением департамента военной политики прекратить все работы в классе 100-тонных машин. Один Т28 (Т95) выставлен в коллекции музея Паттона в Форт-Ноксе, Кентукки.